# 斯氏油鯰
斯氏油鯰，為輻鰭魚綱鯰形目長鬚鯰科的其中一種，分布於中美洲巴西托坎迪斯河流域，棲息在河川底層水域，體長可達6.6公分，屬肉食性，生活習性不明。

## 擴展閱讀
維基物種上的相關：斯氏油鯰